# Neville Scott
Neville Ian Scott (* 25. Februar 1935 in Ashburton; † 21. Januar 2005 in Auckland) war ein neuseeländischer Mittel- und Langstreckenläufer.
Bei den Olympischen Spielen 1956 in Melbourne wurde er Siebter über 1500 m.
1958 gewann er bei den British Empire and Commonwealth Games in Cardiff Bronze über drei Meilen und wurde Neunter im Meilenlauf.
Nach einer Alkoholkrankheit gelang ihm 1963 ein Comeback, und er qualifizierte sich über 5000 m für die Olympischen Spiele 1964 in Tokio, bei denen er jedoch im Vorlauf verletzt ausschied.
1957, 1964 und 1965 wurde er Neuseeländischer Meister über drei Meilen.

## Persönliche Bestzeiten
- 1500 m: 3:42,8 min, 1. Dezember 1956, Melbourne
- 1 Meile: 4:01,2 min, 16. Februar 1957, Auckland
- 5000 m: 13:45,0 min, 1. Februar 1965, Auckland
- 10.000 m: 29:01,8 min, 15. Dezember 1965, Auckland
- Marathon: 2:22:00 h, 14. August 1965, Auckland